# Казнь (фильм)
«Казнь» — российский художественный фильм, криминальный триллер, полнометражный дебют клипмейкера Ладо Кватании. Главные роли сыграли Нико Тавадзе, Юлия Снигирь и Евгений Ткачук. Премьера фильма состоялась в сентябре 2021 года на Fantastic Fest. В российский прокат фильм вышел 21 апреля 2022 года.
В центре сюжета — следователь по особо важным делам Исса Давыдов, который вновь берётся за громкое дело о серийных убийствах, считавшееся раскрытым, однако новые обстоятельства — показания выжившей жертвы маньяка — полностью разрушают прошлое расследование и свидетельствуют о том, что были осуждены невиновные.

## Историческая основа
По одной из версий, сюжет фильма и образ одного из маньяков во многом базируется на реальных преступлениях и личности известного серийного убийцы Чикатило, а другого — на личности известного серийного убийцы Сливко. В частности, упоминаемая в фильме операция «Заслон» полностью повторяет операцию «Лесополоса», художественно обыгран имевший место факт консультации следователя Иссы Костоева у Сливко по делу Чикатило, заимствованы факты биографии и детали преступлений.

## Сюжет
Действие фильма происходит одновременно в двух временных линиях.
1988 год. Неизвестный мужчина в маске готовится к убийству оглушенной девушки, засыпая ей в рот землю и вонзая нож в спину. Девушка приходит в себя и пытается неудачно убежать, сцена плавно переходит в 1991 год, где другая девушка так же убегает от маньяка, но ей удается остановить машину на дороге и выжить.

### Глава I: Важняк
1991 год. Семья следователя по особо важным делам Иссы Давыдова празднует его повышение до подполковника. Праздник прерывает телефонный звонок: жертва маньяка найдена живой. Это ставит под угрозу все десятилетнее расследование и поднимает вопросы о виновности уже приговоренных к расстрелу двух братьев. Жена Иссы требует оставить дело, иначе она подаст на развод. Исса успокаивает её, обещая увезти в горы, как только со всем разберется. В милицейском управлении шумиха: все боятся, что арестовали и казнили не того человека, на что Давыдов уточняет: они всего лишь вели расследование, а вину доказал суд. Давыдов получает показания от потерпевшей: та попала к маньяку, когда ловила попутку, а очнулась в домике в лесу. Маньяк так же засыпал ей рот землей, а потом ранил в ногу, но девушке удалось схватить камень, ударить его и сбежать. Давыдов внезапно понимает, что лицо девушки знакомо ему: девушка подтверждает, что он был на похоронах её сестры. Милиция разрабатывает план захвата, Давыдов приказывает всем сдать оружие, чтобы ни у кого не возникло желания случайно или нарочно убить подозреваемого. Задержан Андрей Валита. В доме находят окровавленный нож, Давыдов обращает внимание на фотографии в доме, где лицо матери Валиты выцарапано или перечеркнуто.
1981 год. В помощь расследованию «сверху» направляют Иссу Давыдова. Он сразу же указывает на прорехи в следствии, дикие версии, неправильный сбор улик и то, что все три совершенных убийства дело рук одного преступника, чем вызывает на себя недовольство начальства. Он знакомится с Севастьяновым, видеооператором и фотографом мест преступлений. Разработку дела начинают с нуля: добавляют новые дела к серии, которые Давыдов определяет как дела рук того же убийцы, просматривают видеоматериалы, в частности, по делу одной из жертв, которая была обнаружена в 1978, и за это дело уже был обвинен и расстрелян человек. Разворачивается масштабная работа операции «Заслон»: патрулируются остановки автобусов, на учёт берутся владельцы похожих белых Москвичей и поступающие в психологические диспансеры, под видом проституток в поле выходят загримированные сотрудницы милиции. Давыдов и Севастьянов проводят полевой эксперимент, который помогает предположить импотенцию преступника. Севастьянов замечает зажившие ожоги на руке Давыдова: тот объясняет, что получил их при поимке преступника-педофила по кличке «шахматный маньяк», использовав банку с кислотой. На день рождения Севастьянов дарит Давыдову зажим для галстука. Операцию «Заслон» сворачивают из-за отсутствия результатов, но Давыдов уверен, что отсутствие новых тел и есть результат. Найдено новое расчлененное тело, на этот раз — в лесополосе. В разговоре с Севастьяновым Давыдов рассказывает о том, почему стал следователем: его мать убили, убийцу найти не удалось, но если бы он нашел преступника, то не сдал бы его в милицию, а решил бы все сам. Он говорит об этрусской казни, где тело жертвы приковывали к её убийце, пока тот не начинал разлагаться заживо. Давыдов консультируется с заключенным «шахматным маньяком», которому обещает помочь с врачом (после кислотных ожогов ему требуется челюстно-лицевой хирург, он невнятно говорит и внешне обезображен), но тот говорит, что это бессмысленно, ведь ему уже назначена высшая мера наказания. В консультации он говорит Давыдову, что их новый маньяк обычен и зауряден и что его неуловимость — это просто везение.

### Глава II: Отрицание
1991 год. Давыдов начинает допрос Валиты, предъявляя ему подозрение в 36 убийствах с особой жестокостью. Он начинает рассказ о себе с детства, с рассказа о своей матери, вечно уставшей, психически нестабильной женщине, о её наказаниях. Одним из них было наказание стоять на горохе обнаженным, после того, как хулиганы пытались отобрать у маленького Валиты велосипед и столкнули его в свежий колодец, из-за чего он до сих пор ощущает во рту привкус земли. Когда мать парализовало, Валита в отместку не обратился к врачам. Давыдов выводит общий тип женщин, что похожи на его мать внешне: коренастые, невысокие, с короткой стрижкой, а забитые землёй рты —  одна личная деталь. Валита все отрицает. Он уже попадал в поле зрения полиции по этому делу, был допрошен и отпущен. Поставив под сомнение мужскую силу Валиты, основываясь на показаниях его бывшей жены, Давыдов находит его болезненную точку, заставляя того разозлиться и выдать себя и свою агрессию относительно женщин. Давыдов случайно обнаруживает, что Валиту раздражает звук шуршащей бумаги. Кто-то неизвестный записывает происходящее в доме из подвала.

### Глава III: Гнев
1984 год. Севастьянов и Давыдов приезжают в ресторан на дебош одного из пьяных сотрудников, где Давыдов впервые видит таинственную красивую женщину Веру, которая называет себя искусствоведом. Вернувшись домой поздно вечером, Давыдов теряет самоконтроль и пытается изнасиловать собственную жену прямо на кухне. Уехав из дома, он встречается с Верой. Хоть та и говорит, что всё плохо закончится для них обоих, она соглашается поехать с ним. Они занимаются сексом в машине, кадры перемешиваются с кадрами кровавого допроса. Наутро Давыдов и Вера просыпаются в одной постели, Давыдов видит фото её сестры и обещает уехать с Верой в горы, когда все закончится, на что та говорит, что это никогда для него не закончится.
1991 год. Давыдов продолжает допрос, показывая удары на манекене, сопоставляя найденные в доме ножи с фотографиями жертв. Все ножи совпадают и соотносятся к жертвам, но одна девушка выпадает из этого списка: её единственную маньяк расчленил, Нину Грибанову. Она работала на заводе вместе с Валитой и несколько месяцев с ним встречалась. Он отказывается отвечать на вопросы, и Давыдов направляет всю команду в дом, чтобы те всячески шумели бумагой: складывали самолётики, рвали газеты, комкали бумагу перед громкоговорителем. Валита пытается заставить всех слушать историю своей жизни, вызвать сожаление своими физиологическими особенностями, мол, он больше женщина, чем мужчина, обладает тонкой талией и грудью, похожей на женскую, и что в армии его за это унижали. Чтобы выдать себя за невменяемого он, улучив момент, ранит себя разбитой банкой, которая стояла на кухонном столе. Внезапно в окно влетает машина, в которой находится мать одной из убитых жертв с дробовиком.

### Глава IV: Торг
1986 год. Давыдов посещает Григорьеву, психотерапевта. Сначала они сталкиваются с пациентом клиники, которого ошибочно принимают за саму Григорьеву, ведь тот говорит и выглядит как она, пока Григорьева не проходит мимо, срывая с него парик, из-за чего Мирон пугается, многократно кричит «Осади, касатик» и прячется под кровать. Григорьева говорит о новых реалиях и новых методах преступления, которые отражают их, вводя термин «серийных убийц», неуловимых и без мотива. Она говорит о своем методе создания перспективного портрета убийцы, и что его можно использовать как лекало для отсева потенциальных убийц. Она рассказывает им об одном из пациентов клиники Мироне, который не обладает личностью сам, но легко копирует интересных ему людей настолько тщательно, что даже родственники не всегда способны заметить подмену, приводя его как пример: прежде чем он попал сюда, Мирон полгода выдавал себя за одного из докторов бригады скорой помощи и даже проводил успешные операции, и только когда ему случайно сломали руку, от резкой боли он «выпал» из своей роли. Давыдов хлопочет о создании нового ведомства для серийных убийц, аналогов которому ещё не было в СССР, на что получает резкий отказ, и даже его аргументы о новом виде убийств не воспринимаются серьёзно, ему советуют упростить версии и не поднимать излишнюю шумиху. В лесополосе найдено новое тело. Давыдова поддерживает только Севастьянов, доводам разума которого Давыдов не внемлет, и, находясь в пьяном состоянии, громит собственный кабинет и отказывается выезжать на новое место преступления.
1991 год. К дому в лесу привозят «шахматного маньяка», которому все же сделали операцию. Через три дня ему назначен расстрел. Давыдову нужно, чтобы он поговорил с Валитой, и они заключают сделку. Разговор между ними происходит без записи и свидетелей, за игрой в шахматы. Оказывается, что предметом сделки было то, что Давыдов привезет к месту в лесу своего сына, с которым маньяк-педофил играет в шахматы. Внутри своего тела он проносит проволоку, из которой, с помощью изоленты с шахматной доски делает подобие заточки. Он говорит, что Валита точно был убийцей, и что он его обыграл в шахматы, что невозможно, а также намекает следователю, что тот в отчаянии, ведёт себя иначе, и что сейчас он бы его самого никогда не поймал, и что сейчас он не охотник, а загнанный зверь. Улучив момент, он показывает Давыдову его несостоятельность, когда внезапно хватает и кружит его ребёнка, за что едва не ловит пулю от Давыдова. Он советует пообещать Валите невменяемость или что угодно, но не высшую меру наказания, ведь он тоже трус и все отдаст за возможность выжить. Жена Давыдова Надя спрашивает у мужа, любил ли он когда-то кого-нибудь, на что тот соглашается, но не отвечает на вопрос любил ли он её. В закрытом доме Валита вонзает заточку в одного из своих охранников, следователя Хамраева, и пытается скрыться на автомобиле. Кто-то неизвестный стреляет по двигателю машины из снайперской винтовки со стороны леса.

### Глава V: Депрессия
1986 год. Давыдов проводит жесткий допрос подозреваемого, который знает все подробности убийств, и хоть он выглядит не совсем здоровым, он полностью вменяем. В это же время находят новый труп. Севастьянов предполагает, что они взяли не того, раз смерти продолжаются, но Давыдов стоит на своем, убийц двое, и они братья-близнецы левша и правша. Севастьянов проводит самовольную операцию с «ловлей на живца», используя подсадную девушку-проститутку на остановке. Он отвлекается на упавшего с дерева совенка, в это время девушка садится в подходящий по описанию белый «Москвич». Севастьянов бросается в погоню за машиной, водитель которой — Андрей Валита — не успевает уехать далеко и вязнет в грязи, пытаясь сократить путь по лесной дороге. Севастьянов осматривает водителя и машину, делая вид, что пытается помочь, а при осмотре багажника находит подозрительные предметы, такие как веревка, лопата, ножи. Валиту он допрашивает самостоятельно, но Давыдов категорически отказывается рассматривать этого подозреваемого, несмотря на все совпадающие улики. Единственное несовпадение — группа крови, но она как раз подходит у его подозреваемого, брат-близнец которого как раз сидел в психиатрической лечебнице за нападение на женщину. Когда Давыдов отвлекается на Севастьянова, его подозреваемый, оставленный без контроля, пытается повеситься в камере. Из-за конфликта относительно методов расследования Севастьянов нападает на Давыдова. Севастьянова с позором увольняют, он уходит в запой, ввязывается в драки, приводит дом в запустение. В это время убивают ту самую девушку, что была подсадной. В это время у его подозреваемого было алиби, потому Севастьянов берет себя в руки, начинает слежку и выходит на домик Валиты в лесу.
1991 год. Давыдов продолжает допрос, добавляя к оскорблениям попытку побега и смерть сотрудника. Он так же говорит и о косвенных уликах: совпадающих с датами убийств его командировок, а также зачитывая характеристики из возможного психологического портрета, которые завершаются выводами о принудительном лечении, которые мгновенно завершают истерику Валиты. Давыдов обещает, что в случае признания вины, он будет ходатайствовать о признании его ограниченно-вменяемым, а в случае отказа позаботится о том, чтобы добиться высшей меры. Валита признается в убийстве, и Давыдов дает написать ему признание в преступлениях. Для опознания в домик в лесу привозят единственную выжившую, и та показывает Валите фотографию своей погибшей сестры, которой оказывается та самая Вера. К удивлению всех, Валита говорит, что не убивал именно её, ведь он помнит всех своих жертв. Давыдов говорит ему, что это убийство было в 1988, в лесополосе, и по всем параметрам оно совпадает: нанесены такие же удары ножом и рот забит землей, и что тело буквально документ преступления, на что Валита возражает, что «документ» в таком случае можно подделать. Давыдов избивает его, говоря, что всё как раз ради неё было, и когда он наносит очередной удар, Валита начинает истерически кричать «осади, касатик» и прятаться под кровать. Давыдов понимает, что это — не настоящий Валита, это Мирон, которого он встречал в клинике в 1986 году. Слышится звук выстрела.

### Глава VI: Принятие
1986 год. Севастьянов держит при себе в лесу совёнка и следит за Валитой из леса. В один из дней, дождавшись отъезда Валиты он проникает в подвал дома за едой. После неожиданного возвращения владельца дома, Севастьянов прячется в подвале и видит, как Валита проникает в скрытое помещение в подвале, где он хранит отрезанные части тел своих жертв. Поняв, что Валита и есть настоящий убийца, Севастьянов сначала пытает его, а потом записывает его признание на видеокамеру. Слова настоящего Валиты дословно такие же, какими пользовался и Мирон в его образе, вплоть до его мимики и жестов. Севастьянов педантично записывает подробности преступлений на кассеты, нумеруя их и подписывая именами жертв, составляя полную видеотеку. Зимой он выпускает сову на волю. Валита требует передать его властям, ведь его нужно лечить. У него получается избавиться от наручников и напасть на Севастьянова, дезориентировать его выстрелом и сбежать в длинный подземный коридор с выходом в лесу. Однако далеко убежать не получается, Севастьянов убивает его из винтовки.
1991 год. Давыдов вытаскивает из плеча осколок стекла, Валита застрелен. Он говорит, что защищался, и что Валита признался в убийствах. Давыдов говорит, что хочет ненадолго остаться здесь, собраться с мыслями. Оставшись один, он проникает в опечатанный дом с канистрой бензина. Перебивкой кадра показано, что на самом деле Мирон не нападал на него, и что Давыдов ранил сам себя, а потом хладнокровно застрелил Мирона. Когда Давыдов с бензином спускается вниз на первый этаж, он слышит из подвала звуки собственных записанных переговоров в то время, когда его запись не велась, в частности, момента с убийством Мирона. Неизвестный (тот же, кто сидел с винтовкой в лесу) оглушает Давыдова.

### Часть VII: Казнь
1988 год. Сестра Веры Кира приходит в себя в больнице. Следователь Хамраев сообщает девушке, что тело её сестры было найдено в лесополосе, а когда они прибыли по её адресу регистрации, то нашли там раненую Киру. Девушка возражает: она видела тело сестры на кухне. Следователь говорит, что в их районе орудуют банды грабителей, потому Кира попала под раздачу, и сестра ей привиделась из-за травмы. Хамраев проводит короткий допрос: Кира не видела сестру более полугода, та жила в другом городе у неё несколько лет был мужчина. Оказывается, Вера была беременна, следователь подозревает, что Вера была гулящей девушкой или чьей-то любовницей. Кира уверена, что видела нападающего, мужчину в страшной маске. Во время уборки кухни от следов крови она обнаруживает зажим для галстука, закатившийся под стол. На похоронах сестры она впервые видит Давыдова, который очень похож на нападающего. За похоронами издалека следит Севастьянов, который позднее приезжает к Кире, представившись капитаном Тарасовым. Его заинтересовывает убийство Веры, так как он однажды встречался с ней (в 1984 году), к тому же оно не вписывается в картину остальных убийств, ведь жертвами становились девушки-бродяжки с низкой социальной ответственностью и разительно отличающиеся по внешности. Кира протестует: её сестра не была гулящей, у неё был серьёзный мужчина, и в качество доказательства серьёзности показывает зажим для галстука. Кира говорит, что узнала убийцу Веры по рукам в ожогах и что видела его на кладбище. Севастьянов понимает, что убийцей был Давыдов, и рассказывает Кире об этрусской казни, о которой ему когда-то рассказал Давыдов. Кира прокрадывается в его машину: она уже знает, что он на самом деле не Тарасов. Севастьянов называет ей свое настоящее имя и рассказывает ей о Давыдове, что тот был следователем по этому делу восемь лет, а ещё говорит, что он сам убил настоящего серийника, значит, Веру убил другой человек. Чтобы найти зацепки, им приходится раскопать могилу Веры. Они обнаруживают, что ударов было два, что уже не совпадает с методами Валиты, но у них нет возможности наказать Давыдова законным путем, и потому они разрабатывают план мести. Кира обманом устраивается на работу в психиатрическую клинику, Севастьянов обустраивает в лесном доме комнату с мягкими стенами. Усыпив Мирона уколом и спрятав его в тележке с грязным бельем, им удается похитить его из больницы и перевезти в лес. Там Севастьянов многократно включает ему кассеты Валиты, и тот постепенно перенимает его привычки, манеру говорить и двигаться.
1991 год, прошлое. Мирон-Валита просыпается на кровати и видит, что дверь дома открыта. Он нападает у колодца на Киру, пытаясь задушить её и набить рот землей, её спасает Севастьянов. То, что Валита напал на неё точно по сценарию, означает, что он готов и настало время действовать. Они придумывают достойную легенду со спасением от маньяка, лесным домом, для правдоподобности Севастьянов ранит её в ногу и пакует кассеты Валиты в ящик, чтобы потом отправить их в Москву ценной бандеролью.
1991 год, настоящее. В себя приходит связанный в подвале Давыдов и видит перед собой Севастьянова и Киру. Севастьянов требует от него признание на камеру, но Давыдов говорит, что не убивал Веру, и что это все было трагичным несчастным случаем: Вера хотела рассказать обо всем его жене и потребовать развода, но Давыдов не мог бросить детей. Во время их игривой потасовки Вера оттолкнула его и поскользнулась сама, ударившись при падении. Кира в ужасе спрашивает, знал ли он, что Вера была от него беременна, и Давыдов отвечает, что она сказала ему об этом, когда очнулась в лесу, после того, как он вонзил ей нож в спину, вместе с этим провоцируя Киру подойти к нему ближе. Незаметно он разрезает свои веревки спрятанным ножом и берет Киру в заложники, а после ранит Севастьянова ножом в живот и разоружает его. Под прицелом он заставляет Киру облить все бензином, после чего он оглушает её прикладом винтовки. В темноте на него нападает Севастьянов, воткнув нож в грудь Давыдова и сбрасывая его вместе с собой в подвал с лестницы. Севастьянов приказывает Кире уходить: он смертельно ранен. Она отказывается уходить одна, поэтому он рассказывает, что позволил Мирону напасть на Киру и сделал это специально, выпустив его. Кира уходит, оставив все кассеты с признанием настоящего Валиты в доме, забрав с собой только признание Иссы. Она выходит на дорогу в ожидании проезжающей машины. Севастьянов приковывает Давыдова к себе цепью за шею и выбрасывает ключ, таким образом воплощая в жизнь ту самую этрусскую казнь.

## В ролях
- Нико Тавадзе — Исса Давыдов
- Виктория Толстоганова — Надежда, его жена
- Евгений Ткачук — Иван Севастьянов
- Даниил Спиваковский — Мирон
- Юлия Снигирь — Вера
- Аглая Тарасова — Кира, её сестра
- Евгений Муравич — Валита
- Игорь Савочкин — Артур Хамраев, милиционер
- Иван Мулин — Корж, милиционер
- Андрей Харыбин — Иван Савельич, милиционер
- Ольга Лапшина — Инна Соина, мать убитой девушки
- Екатерина Ермишина — Света, подруга Ивана
- Елена Морозова — Григорьева, психиатр
- Владимир Майзингер — Бурлаков
- Валентин Смирнитский — генерал
- Агриппина Стеклова — генеральша
- Хаски — идиот / брат идиота
- Илья Найшуллер — подозреваемый
- Дмитрий Гизбрехт — «Шахматист», серийный убийца
- Манижа Сангин — мать Иссы

## Награды
- 2021 — «Специальное упоминание жюри за первый игровой фильм» на кинофестивале в Сиджесе[5].
- 2022 — Две награды Международного кинофестиваля триллеров и криминального кино в Реймсе, Франция (приз жюри и специальный приз полицейского жюри)[6].
- 2023 — Премия киноизобразительного искусства «Белый квадрат» «Лучший кинооператор года» — Денис Фирстов[7].